# Podgora (gmina Gorenja vas-Poljane)
Podgora – wieś w Słowenii, w gminie Gorenja vas-Poljane. W 2018 roku liczyła 206 mieszkańców.